# Hidrografía de Uruguay
La hidrografía de Uruguay comprende un sistema de ríos, arroyos, lagunas, cañadas y costas al océano Atlántico. A nivel hidrográfico, Uruguay pertenece a la vertiente Atlántica debido a que la Cordillera de los Andes es la divisoria de aguas a nivel continental permitiendo  producir el escurrimiento pluvial, lo que produce dos vertientes en el continente de América del Sur, todos los ríos a partir de la cordillera al oeste llevan sus aguas al océano Pacífico y desde la cordillera al este al océano Atlántico. La hidrografía de Uruguay pertenece a la vertiente Atlántica.

## Generalidades

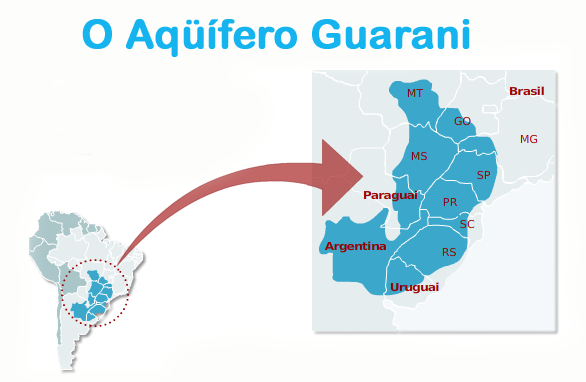
Acuífero Guaraní

La red hidrográfica depende de entre otros factores del clima (se encuentra en la zona geotérmica templada sur) tienen alimentación pluvial y sus cursos tienen régimen irregular, como consecuencia de lo cual pueden producir crecidas de su nivel y causar inundaciones.
El relieve de una penillanura ondulada hace que los ríos se presenten lentos , con poco valor erosivo y con cursos sinuosos, en general son cortos, nacen en las cuchillas y recorren las zonas de llanuras en las zonas litorales. Los sistemas de cuchillas al norte el Sistema de Cuchilla de Haedo y a sur del Río Negro el sistema de la Cuchilla Grande, dividen a Uruguay desde el punto de vista hidrográfico en cuatro cuencas hidrográficas: en el centro del país la Cuenca del Río Negro, que según algunos autores sería una subcuenca del río Uruguay, al este la Cuenca de la Laguna Merín, la Cuenca del Río Uruguay al oeste extendiéndose sobre el litoral desde la desembocadura del Río Cuareim hasta su desembocadura en el Plata, y la Cuenca Platense al sur de Uruguay.
La red hidrográfica es muy densa y los cursos presentan muchas ramificaciones, en sus márgenes se encuentran poblaciones establecidas, las cuales utilizan sus aguas luego de la potabilización. 
Son cursos poco navegables debido a que presentan bancos de arena, son encajonados y tienen zonas pedregosas las cuales producen saltos de agua que no son de fácil navegabilidad.
El uso de las aguas de los ríos son principalmente para la producción de energía hidroeléctrica, en el caso del río Uruguay (Salto Grande) y en el caso del Río Negro (río Um, denominación dada por los indígenas) en el caso de las represas de Baygorria y el Palmar, otros usos son el doméstico, el industrial, para riego, para los animales, y desagüe urbano, lo que en algunos casos produce contaminación de sus aguas.